# Fischfond

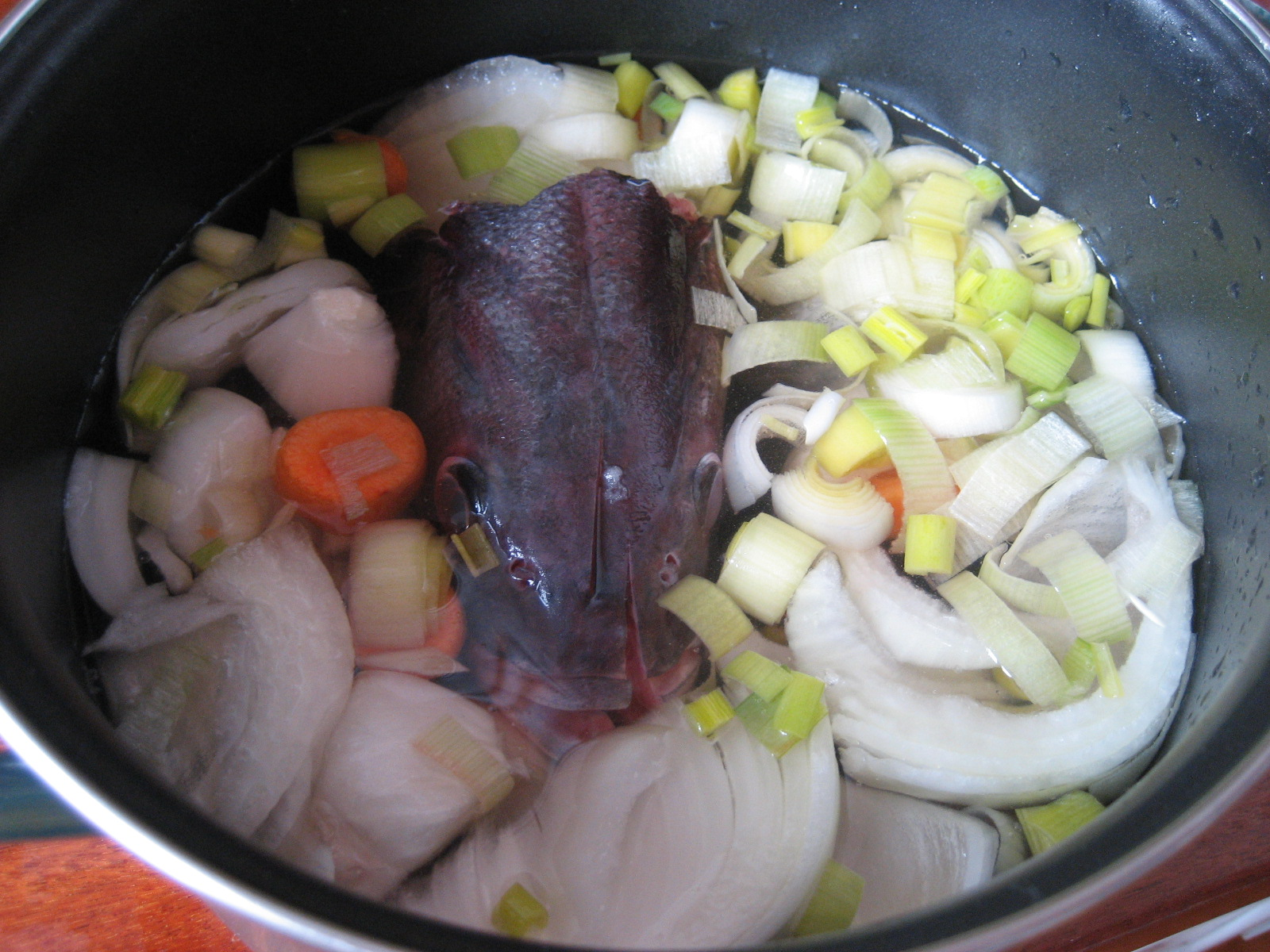
Zubereitung von Fischfond (Fumet de Poisson)

Fischfond ist eine sogenannte Grundbrühe aus Fischgräten und Fischköpfen, die als Basis für Fischsuppen oder für warme Saucen zu Gerichten aus Fisch oder Krustentieren dient. Für Gerichte aus Meeresfischen bzw. Süßwasserfischen sollte die Sauce mit Fischfond aus den jeweils entsprechenden Fischarten hergestellt werden. Fumet (franz. fumet de poisson) bezeichnet einen besonders kräftigen Fischfond.

## Herstellung
Nach Maier-Bruck werden für Fischfond Fischgräten und halbierte Fischköpfe gewässert, danach mit Zwiebeln, Pfefferkörnern, Zitronensaft und Champignonabfällen (Schalen und Stiele) in Salzwasser langsam eingekocht.